# Fronte della Libertà Più
Il Fronte della Libertà Più (in afrikaans Vryheidsfront Plus, VF+) è un partito politico sudafricano di destra fondato dal generale e politico Constand Viljoen nel 1994, che riunisce la maggioranza dei bianchi afrikaner (boeri), l'etnia minoritaria un tempo dominante all'epoca dell'apartheid.
Raccoglie la maggioranza di consensi nel Transvaal (sede di una delle ex Repubbliche boere) e vorrebbe l'indipendenza della Provincia del Capo Occidentale come stato boero, e l'autodeterminazione delle varie comunità afrikaner. Governa inoltre il microstato non riconosciuto ufficialmente di Orania.

## Storia

### Dalle origini al 2000
Il Fronte della Libertà nasce nel marzo del 1994, quando manca poco più di un mese alle prime elezioni multietniche e multirazziali, e dopo il crollo del Partito Nazionale e dei suoi eredi. Il partito è stato fondato dal generale Constand Laubscher Viljoen, già Capo di Stato Maggiore dell'esercito sudafricano dal 1977 al 1985 (dal 1980 anche della forza di difesa SADF), che ne diventa segretario. Il generale Viljoen era stato, fino a quel momento, a capo del Fronte Popolare Afrikaner (Afrikaner Volksfront), un'alleanza tra vari partiti e movimenti afrikaner-boeri, che reclamava l'indipendenza per la nazione boera. Il generale Viljoen, per tale atto di ingresso in politica, fu accusato di tradimento dai suoi ex alleati.
Nell'aprile del 1994 il Freedom Front affrontò le elezioni parlamentari ottenendo 640 000 voti (2,2%) e 9 deputati. Forte di ulteriori buoni risultati amministrativi (che diedero 5 senatori, che sono di nomina provinciale), il partito riuscì a fondare piccole comunità boere autogestite in particolare nelle zone di Vredendal e Orania, nell'Ovest del paese.
Tuttavia, prima delle elezioni del 1999, il partito ebbe alcune defezioni e, presentandosi diviso, ottenne risultati più modesti, che gli consentirono di mantenere soltanto 1 deputato, benché riuscisse a confermarsi in Senato.

### Dal 2000 a oggi
Nel 2001 il generale Viljoen decise di ritirarsi a vita privata nelle sue proprietà terriere. Il nuovo segretario del partito divenne Pieter Mulder, già strenuo avversario di Nelson Mandela.
Nel 2003, al VF si sono uniti l'Afrikaner Eenheids Beweging e il Partito Conservatore, di estrema destra, che aveva conteso la scena politica al Partito Nazionale e al Partito Democratico alle elezioni del 1981 e del 1987, divenendo il secondo partito sudafricano, prima, però, che venisse abolito l'apartheid e gli indiani e i neri potessero votare. Il partito ha assunto così il nome di Fronte della Libertà Più (Vryheidsfront Plus, VF+).
Alle elezioni del 2004 il VF+ ottenne lo 0,9%, confermando gli identici seggi che aveva in precedenza. Alle amministrative del 2006 il VF+ ha ottenuto l'1% dei consensi.
Le comunità da esso fondate proseguono la loro attività, promuovendo con manifestazioni, convegni, mostre e simili iniziative la conoscenza e la diffusione della cultura boera. Il movimento dispone anche di un gruppo giovanile, la Gioventù Afrikaner (Afrikaner-Jeug).
Nel 2008 si è riscontrato un certo impegno internazionale del partito, che intende collegarsi con altri movimenti etnici che abbiano nel mondo fini analoghi. Mulder ha infatti aderito col suo movimento all'Organizzazione delle Nazioni e dei Popoli non rappresentati (UNPO), un'associazione internazionale che riunisce vari movimenti di tutto il mondo che rappresentano gruppi che si ritengono poco o per nulla rappresentati dalle proprie istituzioni statali. A questa associazione aderiscono anche altri movimenti etnici africani, come quelli dei Masai, dei Cabinda, dei Pigmei, del Sultanato di Zanzibar, nonché quello dei connazionali Venda, con cui sono stati stipulati accordi specifici di azione comune.
Pieter Mulder ha ricoperto l'incarico di Ministro dell'Agricoltura, delle Foreste e della Pesca in uno dei governi del presidente Jacob Zuma (ANC).
Alle elezioni generali del 2019 il partito aumenta notevolmente i consensi, passando dall'1% al 2,4%, aumentando quindi i seggi parlamentari da quattro a dieci. Alle elezioni del 2024 i seggi alla principale assemblea scendono a 6 avendo ottenuto l'1,36 % dei suffragi.
Il partito è entrato nel governo di ampia coalizione con African National Congress e Alleanza Democratica guidato da Cyril Ramaphosa.

## Ideologia

### Principi politici di base
Il Fronte della Libertà è un partito nazionalista afrikaner che ha come primo obiettivo la protezione e il perseguimento degli interessi degli afrikaner e del loro diritto alla gestione politica ed economica del territorio. Vista l'impossibilità pratica di mantenere una struttura come quella dell'apartheid, i boeri, costruttori e fondatori del paese, devono riuscire a trovare il proprio spazio e la propria libertà nell'attuale Sudafrica. Ciò è possibile attraverso la creazione di territori autonomi direttamente ed esclusivamente gestiti dalla comunità afrikaner. Il Fronte vede il politico degli anni '50 e '60 Hendrik Frensch Verwoerd, ex primo ministro, come un eroe nazionale.

### I concetti di diritto di comunità e di autonomia territoriale
Il Fronte della Libertà reclama il diritto all'autogestione delle singole comunità. In questo senso ha trovato una forte convergenza con gli altri partiti sudafricani a base fortemente etnica, come il Partito della Libertà Inkata, espressione degli zulu, peraltro già antichi alleati dei boeri contro xhosa e anglosassoni. In base a ciò, un gruppo numericamente minoritario può far valere i propri diritti solo nell'ambito di un'autonomia territoriale, che deve essere garantita dal governo centrale. Il partito afferma di voler proteggere la minoranza nera che parla l'afrikaans. Chiede un impegno a favore degli agricoltori afrikaner e contro gli omicidi di boeri per rapina, della violenza sessuale contro le donne bianche che viene definita "endemica". Non sostiene l'idea che ci sia un genocidio programmato contro i bianchi ma comunque atteggiamenti razzisti e un'escalation di violenza razziale-sociale verso la minoranza.

### Il principio antidemocratico
Il Fronte della Libertà considera negativa la democrazia rappresentativa quando essa sia applicata a Stati multirazziali come il Sudafrica. In base a questo sistema infatti, verranno premiate sempre e comunque le etnie numericamente maggioritarie, a danno di quelle minoritarie, sfociando in una dittatura della maggioranza. Il sistema invece proposto da questo partito è quello meritocratico nell'ambito di libere comunità separate all'interno del Sudafrica. Solo nel Volkstaat può vigere la democrazia, non a livello federale. Il partito sostiene l'abolizione dell'affirmative action (discriminazione positiva per le minoranze) come in vigore in Sudafrica, in particolare l'obbligo di assumere dipendenti neri, sostituendolo con un criterio meritocratico. Infatti, nonostante i neri siano la maggioranza, l'Employment Equity Act del 1994 li favorisce poiché l'élite dominante è sempre stata bianca.

### La difesa dei costumi, della lingua e della cultura afrikaner: il "volkstaat"

La Vryheidsvlag, la "Bandiera della Libertà", è il simbolo principale dei nazionalisti boeri

Il Fronte della Libertà ha indicato in alcuni punti chiave l'autonomia culturale ed etnica dei boeri. Il partito si pone l'obiettivo di realizzare il "volkstaat" (concetto di tipo spirituale-etnico che in inglese potrebbe essere reso come "homeland", terra nazionale, Patria). Tra i punti fondamentali troviamo:
- Afrikanervolk ("volk" afrikaner): la nazione afrikaner ha una sua precisa connotazione storica, sociale, politica ed economica.
- Verskeidenheid (varietà): gli afrikaner si caratterizzano per la varietà delle idee nell'ambito dell'unità comunitaria.
- Identifikasie (identitarismo): l'identità nazionale afrikaner è forte e radicata.
- Roeping (nazionalismo religioso): il carattere nazionale afrikaner è caratterizzato da una spinta religiosa cristiana (protestante e specificatamente calvinista, secondo le credenze storiche della Chiesa Riformata dei Paesi Bassi). Il VF+ propone il riconoscimento delle radici cristiane del Sudafrica.
- Vryheid (libertà): la comunità afrikaner oggi non è libera poiché non dirige in modo esclusivo il suo territorio. La libertà boera può esserci solo con una gestione politica diretta.
- Werk (lavoro): La comunità afrikaner si basa sul lavoro e sulla frugalità dei costumi, a livello sia morale sia materiale.
- Verspreiding (distribuzione): Per poter esercitare i suoi diritti, la comunità afrikaner deve distribuirsi sul territorio in modo più corretto, senza sparpagliarsi perdendo così di forza.
- Selfbeskikking (autodeterminazione dei popoli): Gli afrikaner hanno diritto all'autodeterminazione della propria cultura, sia dalla maggioranza nera che dagli inglesi, secondo lo sviluppo separato propugnato negli ultimi anni dell'apartheid.
- Gemeenskaplikheid (collettività): La comunità afrikaner è una comunità collettivista dove l'eredità storica, il presente e il futuro si uniscono in una spiritualità transeunte che ne identifica il carattere.
- Demografie (natalismo): Solo con una forte crescita demografica la comunità afrikaner potrà sostenere le battaglie future che l'attendono.

### Indipendentismo parziale

Area proposta dal Vryheidsfront nel 1994

La provincia del Capo

Il Fronte autogoverna già Orania nel centro e Vredendal nel Capo. La questione dell'autogoverno di Orania, e della sua indipendenza dalle autorità centrali sudafricane, è ancora aperta. Il 4 luglio 2007 l'amministrazione della Provincia del Capo Settentrionale ha accettato di prendere in considerazione le richieste di Orania, a patto che esse siano discusse a tutti i livelli amministrativi e non solo a quello provinciale. Dal 2021 il partito chiede a gran voce l'indipendenza della Provincia del Capo Occidentale, una proposta simile a quella avanzata già nel 1994 e un federalismo applicato etnicamente.

### Politica estera
A differenza di alcuni degli altri movimenti di destra ed estrema destra afrikaner, e di gruppi di boeri emigrati, il Fronte della Libertà Più si è schierato contro la Russia di Putin e in favore dell'Ucraina, definendo, per bocca del suo leader, l'African National Congress come "utile idiota del Cremlino" (il Sudafrica fa parte dell'alleanza economica BRICS a guida russo-cinese), in occasione dell'invasione russa dell'Ucraina nel 2022, affermando che la guerra danneggerà anche l'economia locale. È favorevole ad alleanze con altri popoli senza stato ma con eccezioni: in contrasto con il governo sudafricano a guida ANC, il quale ha denunciato Israele di praticare apartheid verso i Palestinesi e avere effettuato crimini di guerra a Gaza, il Fronte appoggia lo stato ebraico nella "lotta contro Hamas". Inoltre supporta la soluzione dei due Stati per Israele e Palestina.

## Segretari
| No. | Nome                       | Ritratto | Periodo          | Periodo          |
| No. | Nome                       | Ritratto | Inizio           | Fine             |
| --- | -------------------------- | -------- | ---------------- | ---------------- |
| 1   | Constand Laubscher Viljoen |          | 1º marzo 1994    | 26 giugno 2001   |
| 2   | Pieter Mulder              |          | 26 giugno 2001   | 12 novembre 2016 |
| 3   | Pieter Groenewald          |          | 12 novembre 2016 | In carica        |